# Ramphotyphlops guentheri
Ramphotyphlops guentheri este o specie de șerpi din genul Ramphotyphlops, familia Typhlopidae, descrisă de Peters 1865. Conform Catalogue of Life specia Ramphotyphlops guentheri nu are subspecii cunoscute.